# Rafał Ohme
Rafał Krzysztof Ohme é um psicólogo polonês.